# Ataenius sparsicollis
Ataenius sparsicollis är en skalbaggsart som beskrevs av Blackburn 1904. Ataenius sparsicollis ingår i släktet Ataenius och familjen Aphodiidae. Inga underarter finns listade.